# Canton de Saint-Dié-des-Vosges-Ouest
Cet article possède un paronyme, voir Canton de Saint-Dié-des-Vosges.
Le canton de Saint-Dié-des-Vosges-Ouest est une division administrative française, située dans le département des Vosges et la région Lorraine.

## Composition
| Nom                              | Code Insee | Intercommunalité           | Superficie (km2) | Population (dernière pop. légale) | Densité (hab./km2) |
| -------------------------------- | ---------- | -------------------------- | ---------------- | --------------------------------- | ------------------ |
| Saint-Dié-des-Vosges (chef-lieu) | 88413      | CA de Saint-Dié-des-Vosges | 46,15            | 20 315 (2014)                     | 440                |
| La Bourgonce                     | 88068      | CA de Saint-Dié-des-Vosges | 16,56            | 906 (2014)                        | 55                 |
| Saint-Michel-sur-Meurthe         | 88428      | CA de Saint-Dié-des-Vosges | 15,54            | 1 939 (2014)                      | 125                |
| La Salle                         | 88438      | CA de Saint-Dié-des-Vosges | 4,71             | 417 (2014)                        | 89                 |
| Taintrux                         | 88463      | CA de Saint-Dié-des-Vosges | 31,69            | 1 564 (2014)                      | 49                 |
| La Voivre                        | 88519      | CA de Saint-Dié-des-Vosges | 5,86             | 705 (2014)                        | 120                |

Seule une fraction de la commune de Saint-Dié-des-Vosges est comprise dans le canton (12 221 habitants en 2010).

## Histoire
Le canton est créé le 15 janvier 1982 d'une partition du canton de Saint-Dié sous le nom de 
canton de Saint-Dié-Ouest. Sa dénomination actuelle a suivi la modification de celle du chef-lieu.

### Conseillers généraux de l'ancien canton deSaint-Dié
Voir Canton de Saint-Dié-des-Vosges-Est.

## Administration
|  | Début de mandat | Fin de mandat | Conseiller général | Parti        | Observations |
|  | --------------- | ------------- | ------------------ | ------------ | --- |
|  | 1982            | 1994          | Maurice Jeandon    | RPR          | Directeur adjoint de Caisse d'épargne Député (1986-1988) Maire de Saint-Dié (1977-1989)                                  |
|  | 1994            | 2001          | Alain Dumas        | PS           | Médecin-conseil Adjoint au Maire de Saint-Dié (1989-2001)                                                                |
|  | 2001            | 2015          | William Mathis     | DVD puis UMP | Professeur des écoles Maire de Saint-Michel-sur-Meurthe depuis 1990 Elu en 2015 dans le Canton de Saint-Dié-des-Vosges-1 |

### Élection cantonale de 2001 dans le canton
Premier tour 
| Candidat           | Candidat            | Parti                            | Voix  | %      |
| ------------------ | ------------------- | -------------------------------- | ----- | ------ |
|                    | Alain Dumas         | Parti socialiste                 | 2 580 | 35,35  |
|                    | William Mathis      | Divers droite                    | 1 777 | 24,35  |
|                    | Christian Hollard   | Rassemblement pour la République | 793   | 10,86  |
|                    | Christine Marthelot | Front national                   | 645   | 8,84   |
|                    | Michel Graff        | Les Verts                        | 594   | 8,14   |
|                    | Françoise George    | Parti communiste français        | 411   | 5,63   |
|                    | Bernard Frepel      | Mouvement national républicain   | 259   | 3,55   |
|                    | Jacques Coudray     | Parti radical de gauche          | 240   | 3,29   |
|                    |                     |                                  |       |        |
| Inscrits           | Inscrits            | Inscrits                         | 12775 | 100,00 |
| Abstentions        | Abstentions         | Abstentions                      | 4 962 | 38,84  |
| Votants            | Votants             | Votants                          | 7 813 | 61,16  |
|                    |                     |                                  |       |        |
| Blancs ou nuls     | Blancs ou nuls      | Blancs ou nuls                   | 514   | 6,58   |
| Suffrages exprimés | Suffrages exprimés  | Suffrages exprimés               | 7 299 | 93,42  |

Second tour
| Candidat           | Candidat           | Parti              | Voix  | %      |
| ------------------ | ------------------ | ------------------ | ----- | ------ |
|                    | William Mathis     | Divers droite      | 3 573 | 51,04  |
|                    | Alain Dumas        | Parti Socialiste   | 3 428 | 48,96  |
|                    |                    |                    |       |        |
| Inscrits           | Inscrits           | Inscrits           | 12776 | 100,00 |
| Abstentions        | Abstentions        | Abstentions        | 5 228 | 40,92  |
| Votants            | Votants            | Votants            | 7 548 | 59,08  |
|                    |                    |                    |       |        |
| Blancs ou nuls     | Blancs ou nuls     | Blancs ou nuls     | 547   | 7,25   |
| Suffrages exprimés | Suffrages exprimés | Suffrages exprimés | 7 001 | 92,75  |

Sources :
- La Liberté de l'Est du lundi 3 mars 2008

### Élection cantonale de 2008 dans le canton
Quatre candidats se présentent au premier tour : Lovely Chrétien (PS), William Mathis, conseiller général sortant (UMP), Françoise George (PCF) et Chantal Odile (FN).
 Premier tour 
Le premier tour de l'élection a eu lieu le dimanche 9 mars 2008.
| Candidat           | Candidat           | Parti                             | Voix  | %      |
| ------------------ | ------------------ | --------------------------------- | ----- | ------ |
|                    | William Mathis     | Union pour un mouvement populaire | 3 741 | 46,56  |
|                    | Lovely Chrétien    | Parti socialiste                  | 2 838 | 35,32  |
|                    | Chantal Odile      | Front national                    | 778   | 9,68   |
|                    | Françoise George   | Parti communiste français         | 677   | 8,44   |
|                    |                    |                                   |       |        |
| Inscrits           | Inscrits           | Inscrits                          | 13097 | 100,00 |
| Abstentions        | Abstentions        | Abstentions                       | 4 683 | 35,76  |
| Votants            | Votants            | Votants                           | 8 414 | 64,24  |
|                    |                    |                                   |       |        |
| Blancs ou nuls     | Blancs ou nuls     | Blancs ou nuls                    | 380   | 4,52   |
| Suffrages exprimés | Suffrages exprimés | Suffrages exprimés                | 8 034 | 95,48  |

Second tour
Le second tour de l'élection cantonale aura lieu le dimanche 16 mars 2008.
Le conseiller sortant, William Mathis (UMP), est en ballotage favorable face à son adversaire socialiste. En effet, même si cette dernière l'emporte sur le chef-lieu du canton, le candidat UMP bénéficie d'une très large avance sur les autres communes du canton, notamment la commune dont il est maire, Saint-Michel-sur-Meurthe.
| Candidat           | Candidat        | Parti                             | Voix | %      |
| ------------------ | --------------- | --------------------------------- | ---- | ------ |
|                    | William Mathis  | Union pour un mouvement populaire | 4347 | 56,48  |
|                    | Lovely Chrétien | Parti socialiste                  | 3350 | 43,52  |
|                    |                 |                                   |      |        |
| Inscrits           | Inscrits        | Inscrits                          |      | 100,00 |
| Abstentions        |                 |                                   |      |        |
| Votants            |                 |                                   |      |        |
|                    |                 |                                   |      |        |
| Blancs ou nuls     |                 |                                   |      |        |
| Suffrages exprimés |                 |                                   |      |        |

Sources :
- Ministère de l'Intérieur

## Démographie
| 1999   | 2006   | 2011   | 2012   |
| ------ | ------ | ------ | ------ |
| 17 732 | 18 162 | 17 581 | 17 391 |